# 芜湖圣母院旧址
芜湖圣母院旧址位于中国安徽省芜湖市镜湖区吉和北路65号、原芜湖市第一人民医院院内（今医院已搬迁，建筑已闲置），原属天主教芜湖代牧区，共两栋建筑，西侧为供修女学习、布道的修道院，亦曾用于开办女内思学校和仁慈孤儿院等慈善机构，东侧为主教公署。
建筑由西班牙人设计监造于1926-1933年，均为砖木结构券廊式建筑，外墙以青砖与红砖相间砌筑，其中圣母院地上三层，地下一层，平面呈天平形，东西对称，中部南向外凸，建筑面积4217.36平方米；主教公署地上两层，地下一层，楼下有客厅、客房，楼上有小圣堂、办公室和卧室，建筑面积1611.90平方米，楼前遗存有初建时栽植的9株广玉兰。